# インドネシアの社会大臣一覧
本項では、インドネシアの社会大臣（Menteri Sosial）を一覧する。社会大臣は、インドネシアの社会省を所管する大臣である。 最初の社会大臣はイワ・クスマスマントリで1945年8月19日就任。最も直近に選出された社会大臣はサイフラ・ユスフで2024年9月11日就任。最も長い期間、大臣職を務めた社会大臣はモハマッド・シャファアト・ミンタレジャで、1971年9月11日から1978年3月29日まで約7年間務めた。最も短い期間、大臣職を務めた社会大臣はアジダルモ・チョクロネゴロで、1945年11月14日から12月5日までの僅か21日務めた。

## 社会大臣一覧
社会党
  インドネシア労働党
  カトリック党
  マシュミ
  インドネシア・イスラム同盟党
  インドネシア社会党
  パリンドラ
  インドネシア共和国青年
  ナフダトゥル・ウラマー
  インドネシア・クリスチャン党
  開発統一党
  ゴルカル
  福祉正義党
  民族覚醒党
  闘争民主党
  無所属
| 職名 | 氏名                                   | 画像 | 出身等                       | 任期 | 内閣                                                             |
| ---- | -------------------------------------- | ---- | ---------------------------- | --- | ---------------------------------------------------------------- |
| 1    | イワ・クスマスマントリ                 |      | 無所属                       | 1945年8月19日 ‐ 1945年11月14日                                                                                         | 大統領内閣                                                       |
| 2    | アジダルモ・チョクロネゴロ             |      | 社会党                       | 1945年11月14日 ‐ 1945年12月5日                                                                                         | 第1次シャフリル内閣                                              |
| 3    | スダルソノ・マングナディクスモ         |      | 社会党                       | 1945年12月5日 ‐ 1946年3月12日                                                                                          | 第1次シャフリル内閣                                              |
| 4    | マリア・ウルファ・サントソ             |      | 無所属                       | 1946年3月12日 ‐ 1946年10月2日1946年10月2日 ‐ 1947年6月26日                                                             | 第2次シャフリル内閣第3次シャフリル内閣                           |
| 5    | スプロジョ                             |      | インドネシア労働党           | 1947年7月3日 ‐ 1947年11月11日1947年11月11日 ‐ 1948年1月29日                                                            | 第1次アミル・シャリフディン内閣第2次アミル・シャリフディン内閣   |
| 6    | ラヘンドラ・クスナン                   |      | 無所属                       | 1948年1月29日 ‐ 1948年8月4日                                                                                           | 第1次ハッタ内閣                                                  |
| —    | スタン・モハマッド・ラシッド           |      | 無所属                       | 1948年12月19日 ‐ 1949年7月13日                                                                                         | シャフルディン緊急内閣                                           |
| (6)  | ラヘンドラ・クスナン                   |      | 無所属                       | 1949年8月4日 ‐ 1949年12月20日                                                                                          | 第2次ハッタ内閣                                                  |
| —    | コサシ・プルワネガラ                   |      | 無所属                       | 1949年12月20日 ‐ 1950年9月6日                                                                                          | インドネシア連邦共和国内閣                                       |
| (6)  | ラヘンドラ・クスナン                   |      | 無所属                       | 1949年12月20日 ‐ 1950年1月21日                                                                                         | スサント内閣                                                     |
| 7    | ハムダニ                               |      | インドネシア社会党           | 1950年1月21日 ‐ 1950年9月6日                                                                                           | ハリム内閣                                                       |
| 8    | フレデリクス・ストリスノ・ハリヤディ   |      | カトリック党                 | 1950年9月6日 ‐ 1951年4月3日                                                                                            | ナシール内閣                                                     |
| 9    | シャムスディン・スタン・マクムル       |      | マシュミ                     | 1951年4月27日 ‐ 1952年4月3日                                                                                           | スキマン内閣                                                     |
| 10   | アンワル・チョクロアミノト             |      | インドネシア・イスラム同盟党 | 1952年4月3日 ‐ 1953年5月5日                                                                                            | ウィロポ内閣                                                     |
| 11   | スロソ                                 |      | パリンドラ                   | 1953年5月5日 ‐ 1953年7月30日1953年7月30日 ‐ 1955年8月12日                                                              | ウィロポ内閣第1次アリ・サストロアミジョヨ内閣                    |
| 12   | スディビョ                             |      | インドネシア・イスラム同盟党 | 1955年8月12日 ‐ 1956年1月18日                                                                                          | ブルハヌディン・ハラハップ内閣                                   |
| —    | ストモ                                 |      | インドネシア共和国青年       | 1956年1月18日 ‐ 1956年3月24日                                                                                          | ブルハヌディン・ハラハップ内閣                                   |
| 13   | ファタ・ヤシン                         |      | ナフダトゥル・ウラマー       | 1956年3月24日 ‐ 1957年3月14日                                                                                          | 第2次アリ・サストロアミジョヨ内閣                                |
| 14   | ヨハネス・レイメナ                     |      | インドネシア・クリスチャン党 | 1957年4月29日 ‐ 1957年5月24日                                                                                          | ジュアンダ内閣                                                   |
| 15   | ムルヤディ・ジョヨマルトノ             |      | マシュミ                     | 1957年5月24日 ‐ 1959年7月6日                                                                                           | ジュアンダ内閣                                                   |
| 16   | モハマッド・ヤミン                     |      | 無所属                       | 1959年7月10日 ‐ 1959年10月30日                                                                                         | 第1次勤労内閣第2次勤労内閣                                       |
| (15) | ムルヤディ・ジョヨマルトノ             |      | マシュミ                     | 1959年7月10日 ‐ 1960年2月18日1960年2月18日 ‐ 1962年3月6日                                                              | 第1次勤労内閣第2次勤労内閣                                       |
| 17   | ルシア・サルジョノ                     |      | 無所属                       | 1962年3月6日 ‐ 1963年11月13日1963年11月13日 ‐ 1964年8月27日1964年8月27日 ‐ 1966年2月22日1966年2月24日 ‐ 1966年3月26日  | 第3次勤労内閣第4次勤労内閣第1次ドウィコラ内閣第2次ドウィコラ内閣 |
| (15) | ムルヤディ・ジョヨマルトノ             |      | マシュミ                     | 1966年3月28日 ‐ 1966年7月25日1966年7月28日 ‐ 1967年10月14日1967年10月14日 ‐ 1968年6月10日1968年6月10日 ‐ 1971年9月11日 | 第3次ドウィコラ内閣第1次アンペラ内閣                             |
| 18   | アルベルト・マンガラトゥア・タンブナン |      | インドネシア・クリスチャン党 | 1966年7月28日 ‐ 1967年10月14日1967年10月14日 ‐ 1968年6月10日1968年6月10日 ‐ 1970年12月12日                             | 第1次アンペラ内閣第2次アンペラ内閣第1次開発内閣                  |
| —    | イドハム・ハリド                       |      | ナフダトゥル・ウラマー       | 1970年12月12日 ‐ 1971年9月11日                                                                                         | 第1次開発内閣                                                    |
| 19   | モハマッド・シャファアト・ミンタレジャ |      | パルムシ開発統一党           | 1971年9月11日 ‐ 1973年3月28日1973年3月28日 ‐ 1978年3月29日                                                             | 第1次開発内閣第2次開発内閣                                       |
| 20   | サパルジョ                             |      | ゴルカル                     | 1978年3月31日 ‐ 1983年3月19日                                                                                          | 第3次開発内閣                                                    |
| 21   | ナニ・スダルソノ                       |      | ゴルカル                     | 1983年3月19日 ‐ 1988年3月21日                                                                                          | 第4次開発内閣                                                    |
| 22   | ハリヤティ・スバディオ                 |      | ゴルカル                     | 1988年3月21日 ‐ 1993年3月17日                                                                                          | 第5次開発内閣                                                    |
| 23   | エンダン・クスマ・インテン・スウェノ   |      | ゴルカル                     | 1993年3月17日 ‐ 1998年3月14日                                                                                          | 第6次開発内閣                                                    |
| 24   | シティ・ハルディヤンティ・ルクマナ     |      | ゴルカル                     | 1998年3月14日 ‐ 1998年5月21日                                                                                          | 第7次開発内閣                                                    |
| 25   | ユスティカ・バハルシャ                 |      | ゴルカル                     | 1998年5月23日 ‐ 1999年10月20日                                                                                         | 開発改革内閣                                                     |
| 26   | アナック・アグン・グデ・アグン         |      | 無所属                       | 1999年10月20日 ‐ 2000年8月28日                                                                                         | 国家統一内閣                                                     |
| 27   | バティアル・ハムシャ                   |      | 開発統一党                   | 2001年8月10日 ‐ 2004年10月20日2004年10月21日 ‐ 2009年10月20日                                                          | 相互扶助内閣第1次インドネシア統一内閣                            |
| 28   | サリム・セガフ・アル＝ジュフリ         |      | 福祉正義党                   | 2009年10月22日 ‐ 2014年10月20日                                                                                        | 第2次インドネシア統一内閣                                        |
| 29   | コフィファ・インダル・パラワンサ       |      | 民族覚醒党                   | 2014年10月27日 ‐ 2018年1月17日                                                                                         | 勤労内閣                                                         |
| 30   | イドルス・マルハム                     |      | ゴルカル                     | 2018年1月17日 ‐ 2018年8月24日                                                                                          | 勤労内閣                                                         |
| 31   | アグス・グミワン・カルタサスミタ       |      | ゴルカル                     | 2018年8月24日 ‐ 2019年10月20日                                                                                         | 勤労内閣                                                         |
| 32   | ジュリアリ・バトゥバラ                 |      | 闘争民主党                   | 2019年10月23日 ‐ 2020年12月6日                                                                                         | インドネシア前進内閣                                             |
| —    | ムハジル・エフェンディ                 |      | 無所属                       | 2020年12月6日 ‐ 2020年12月23日                                                                                         | インドネシア前進内閣                                             |
| 33   | トリ・リスマハリニ                     |      | 闘争民主党                   | 2020年12月23日 ‐ 2024年9月6日                                                                                          | インドネシア前進内閣                                             |
| —    | ムハジル・エフェンディ                 |      | 無所属                       | 2024年9月6日 ‐ 2024年9月11日                                                                                           | インドネシア前進内閣                                             |
| 34   | サイフラ・ユスフ                       |      | 民族覚醒党                   | 2024年9月11日 ‐ 2024年10月20日2024年10月21日 ‐                                                                         | インドネシア前進内閣メラプティ内閣                               |